# Godamchaur
Godamchaur es un pueblo ubicado en el distrito de Lalitpur, Nepal.

## Superficie
Cuenta con una superficie de 3,125 kilómetros cuadrados.

## Demografía
Hasta 2015 la población era de 5770 habitantes, con una densidad de población de 1846 habitantes por kilómetro cuadrado. Con una población masculina y femenina de 2844 (49,3%) y 2926 (50,7%) respectivamente.
| Gráfica de evolución demográfica de Godamchaur entre 1975 y 2015 |
|                                                                  |
| Datos según el Centro Común de Investigación.                    |